# Ahl el qema
Ahl el qema (àrab: أهل القمة, Ahl al-qima), comercialitzada en anglès com People on the Top, és una pel·lícula dramàtica egípcia del 1981 dirigida per Ali Badrakhan. La pel·lícula figura a la llista de les 100 millors pel·lícules egípcies. Va ser seleccionada com a entrada egípcia per la Millor pel·lícula en llengua estrangera als Premis Oscar de 1981, però no va ser acceptada com a nominada. La pel·lícula és protagonitzada per Soad Hosny i Nour El-Sherif.

## Sinopsi
Zaatar és un lladre que decideix deixar de robar i treballar en una feina honorable. Tanmateix, acaba treballant per a un empresari corrupte.

## Repartiment
- Soad Hosny
- Nour El-Sherif
- Ezzat El Alaili